# Alie
"Alie" is een nummer van de Nederlandse band Normaal. Het nummer verscheen op hun debuutalbum Oerend hard uit 1977. Dat jaar werd het nummer uitgebracht als de tweede single van het album.

## Achtergrond
"Alie" is geschreven door zanger Bennie Jolink en gitarist Ferdi Joly. In het nummer, net zoals alle andere nummers van de groep gezongen in het Achterhoekse dialect, vertelt de zanger dat hij verliefd is op het achttienjarige meisje Alie. Volgens hem vindt zij hem ook leuk, maar hij baalt ervan dat haar vader een relatie tussen de twee tegenhoudt.
"Alie" werd, in navolging van de nummer 2-hit "Oerend hard", ook een grote hit in Nederland met een twaalfde plaats in de Top 40 en een elfde positie in de Nationale Hitparade. Op 16 juli 1977 verscheen Normaal tevens in het televisieprogramma Toppop, waarin zij het nummer playbackten.

## Hitnoteringen

### Nederlandse Top 40
| Hitnotering: 16-07-1977 t/m 27-08-1977 | Hitnotering: 16-07-1977 t/m 27-08-1977 | Hitnotering: 16-07-1977 t/m 27-08-1977 | Hitnotering: 16-07-1977 t/m 27-08-1977 | Hitnotering: 16-07-1977 t/m 27-08-1977 | Hitnotering: 16-07-1977 t/m 27-08-1977 | Hitnotering: 16-07-1977 t/m 27-08-1977 | Hitnotering: 16-07-1977 t/m 27-08-1977 | Hitnotering: 16-07-1977 t/m 27-08-1977 |
| Week                                   | 1                                      | 2                                      | 3                                      | 4                                      | 5                                      | 6                                      | 7                                      |                                        |
| -------------------------------------- | -------------------------------------- | -------------------------------------- | -------------------------------------- | -------------------------------------- | -------------------------------------- | -------------------------------------- | -------------------------------------- | -------------------------------------- |
| Positie                                | 29                                     | 18                                     | 14                                     | 12                                     | 13                                     | 24                                     | 35                                     | uit                                    |

### Nationale Hitparade
| Hitnotering: 16-07-1977 t/m 20-08-1977 | Hitnotering: 16-07-1977 t/m 20-08-1977 | Hitnotering: 16-07-1977 t/m 20-08-1977 | Hitnotering: 16-07-1977 t/m 20-08-1977 | Hitnotering: 16-07-1977 t/m 20-08-1977 | Hitnotering: 16-07-1977 t/m 20-08-1977 | Hitnotering: 16-07-1977 t/m 20-08-1977 | Hitnotering: 16-07-1977 t/m 20-08-1977 |
| Week                                   | 1                                      | 2                                      | 3                                      | 4                                      | 5                                      | 6                                      |                                        |
| -------------------------------------- | -------------------------------------- | -------------------------------------- | -------------------------------------- | -------------------------------------- | -------------------------------------- | -------------------------------------- | -------------------------------------- |
| Positie                                | 27                                     | 19                                     | 13                                     | 11                                     | 12                                     | 18                                     | uit                                    |

### NPO Radio 2 Top 2000
| Nummer met noteringen in de NPO Radio 2 Top 2000 | '16  | '17  | '18  | '19 | '20 | '21  | '22  | '23  | '24  |
| ------------------------------------------------ | ---- | ---- | ---- | --- | --- | ---- | ---- | ---- | ---- |
| Alie                                             | 1126 | 1228 | 1010 | 258 | 974 | 1209 | 1171 | 1441 | 1475 |

1. ↑  Een vetgedrukt getal geeft de hoogste notering aan.
2. ↑  2016 was het eerste jaar met een notering voor dit nummer.